# 波叶木巴戟
波叶木巴戟（学名：Morinda undulata）为茜草科巴戟天属下的一个种。

## 扩展阅读
- 維基物種上的相關：波叶木巴戟